# Ourno
Ourno est une localité et une commune rurale du Niger, du département de Madaoua, région de Tahoua.

## Géographie
Ourno est située à 75 km au nord-ouest du chef-lieu départemental Madaoua.  
|         | Karofane | Adjékoria  |
| Madaoua | Ourno    | Dan-Goulbi |
|         | Bangui   |            |

## Histoire
La commune rurale de Ourno instaurée en 2002 est issue du sud-est du canton de Madaoua. 

## Population
Lors du recensement général de 2012, la population communale est relevée à 98 769 habitants. La localité compte 4 617 habitants en 2012.

## Localités
La commune s'étend sur 199 localités.

## Services et infrastructures
- Centre de Santé Intégré (CSI) à Ourno, Manzou.
- Collège d'enseignement général (CEG) à Ourno, Manzou.
- Centre de formation des métiers (CFM) à Ourno.